# Tár
Tár là một phim chính kịch tâm lý của Hoa Kỳ năm 2022 được đạo diễn và biên kịch bởi Todd Field, phim có sự tham gia của nữ diễn viên Cate Blanchett trong vai chính. Nội dung bộ phim kể sóng gió trong cuộc đời của nhân vật trung tâm  nhạc sĩ giả tưởng Lydia Tár. Ngoài ra phim còn có sự tham gia của dàn diễn viên phụ bao gồm  Nina Hoss, Noémie Merlant, Sophie Kauer, Julian Glover, Allan Corduner, và Mark Strong. Tár được công chiếu tại Liên hoan phim quốc tế Venice lần thứ 79 vào tháng 9 năm 2022, cùng tại liên hoan phim nữ chính Blanchett cũng đạt được giải Cúp Volpi cho nữ diễn viên xuất sắc nhất. Bộ phim được  phát hành giới hạn tại các rạp ở Hoa Kỳ vào ngày 7 tháng 10 năm 2022, trước khi được phát hành rộng rãi từ ngày 28 tháng 10 bởi hãng phim Focus Features.
Tár được bình chọn là phim hay nhất của năm bởi Hiệp hội phê bình phim New York,  Hiệp hội phê bình phim Los Angeles, và Hiệp hội phê bình phim Quốc gia.
Tár được đánh giá là "Phim hay nhất của năm" bởi nhiều nhà phê bình và giới báo chí hơn bất kì tác phẩm nào khác phát hành năm 2022. Từ nhiều tờ báo như , Vanity Fair, The Guardian, Daily Variety, The Hollywood Reporter, Screen Daily, Entertainment Weekly, The Atlantic, và tại cuộc khảo sát thường niên với hơn 136 nhà phê bình trên khắp thế giới được tổ chức bởi tờ IndieWire.
 Viện phim Mỹ cũng bình chọn Tár là một trong 10 phim hay nhất của năm.
Tại Lễ trao giải Quả cầu vàng lần thứ 80, Nữ chính Blanchett dành giải nữ diễn viên phim chính kịch xuất sắc nhất, trong khi đó bộ phim được đề cử giải phim chính kịch hay nhất và giải kịch bản xuất sắc nhất. Tại Giải Lựa chọn của giới phê bình điện ảnh lần thứ 28, Blanchett dành giải nữ diễn viên chính xuất sắc nhất, cùng với đó Guðnadóttir, nhà sản xuất âm nhạc của phim dành giải sáng tác xuất sắc nhất. Trong Giải BAFTA lần thứ 76, phim nhận được năm đề cử. Trong khuôn khổ Lễ trao giải Oscar lần thứ 95, Tár dành được sáu đề cử bao gồm các đề cử tại hạng mục phim xuất sắc nhất, đạo diễn xuất sắc nhất, nữ chính xuất sắc nhất cho Blanchett, và đề cử dành cho kịch bản gốc xuất sắc nhất.